# Miniature néerlandais
Le Miniature néerlandais (Nederlands Mini Paarden Registratie Stamboek, NMPRS) est une race et un stud-book de chevaux miniature, propre aux Pays-Bas.

## Histoire
Il est aussi nommé Minipaard, signifiant « mini-cheval ». Son stud-book a été créé en 1993,, sous l’impulsion de cinq éleveurs néerlandais. Dès l'origine, tout cheval mesurant moins de 1,06 m, même sans papiers, fut admis quelles que soient ses origines, s'il était en règle au niveau vétérinaire. Cela a permis aux éleveurs de bénéficier d'un large choix de reproducteurs. En 1995, le ministère de l'agriculture néerlandais agréée le stud-book comme représentant des chevaux miniatures aux Pays-Bas et dans toute l'Europe.
La race est toujours en cours de sélection, le registre ayant fêté ses 20 ans en 2013.

## Description

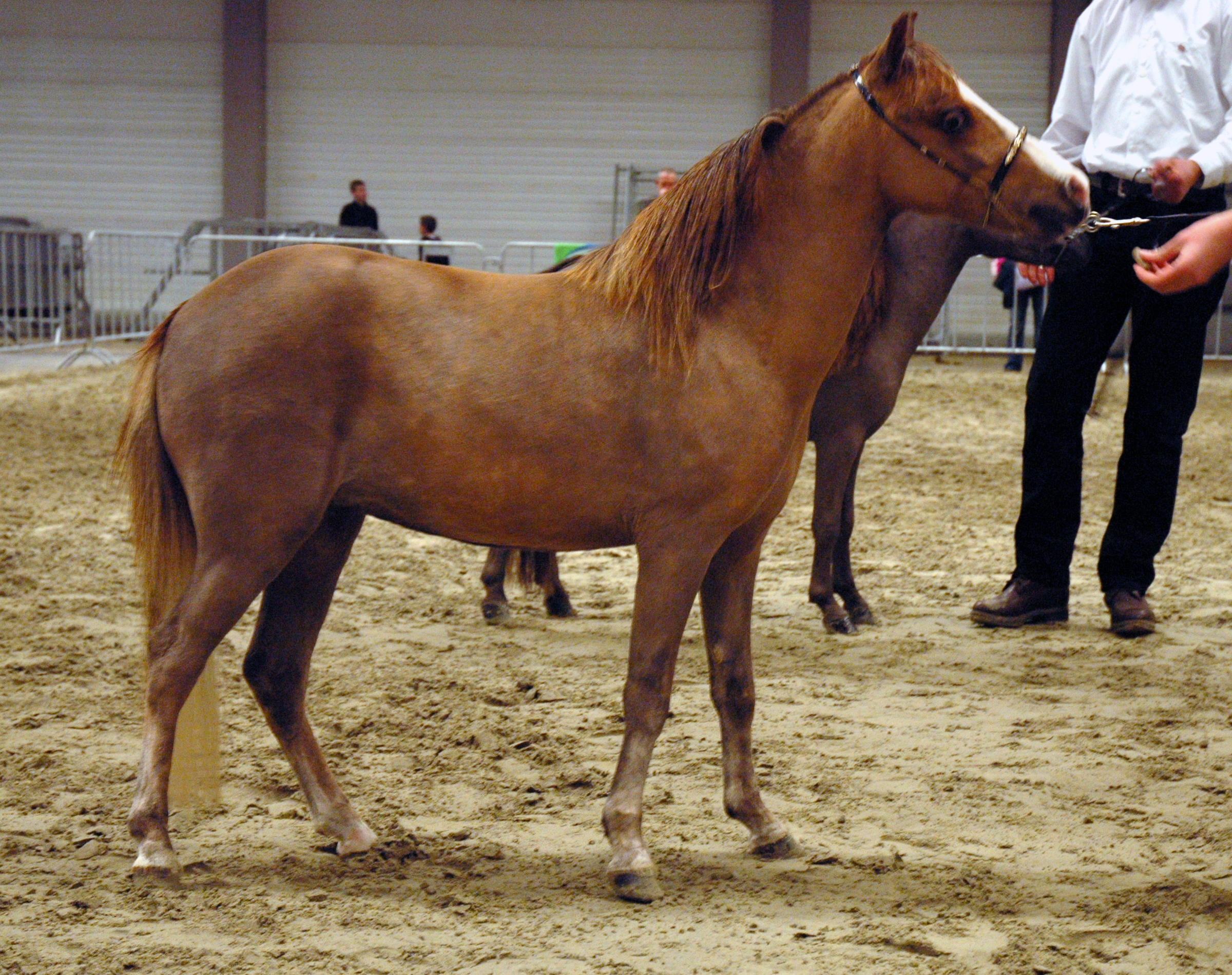
Miniature néerlandais à Agriflanders 2007.

Le registre du miniature néerlandais accepte tout cheval mesurant moins de 1,06 m. Il a longtemps existé deux catégories de taille, « mini » en dessous de 86 cm, et « petit » entre 86 cm et 1,06 m,. Ces catégories sont désormais (2019) au nombre de trois : « mini » en dessous de 86 cm, « petite taille » entre 86 cm et 96 cm, et « grande taille » entre 96 cm et 1,06 m.
Les proportions de l'animal doivent être celles d'un cheval en modèle réduit, et non celles d'un poney. Les étalons doivent avoir une apparence typée. La tête est fine et de profil rectiligne, avec des naseaux larges. L'encolure est recherchée longue. Le garrot doit être sorti, le dos assez long, et musclé. Les pieds sont petits. 
Toutes les couleurs de robe sont autorisées.
L'association NMPRS compte entre 650 et 750 membres en 2018, et sa base de données enregistre 30 000 chevaux. Elle organise trois inspections par an.

## Diffusion de l'élevage
Il est considéré comme une race exotique implantée aux Pays-Bas, version néerlandaise du Falabella. Le miniature néerlandais est considéré par l'étude de Rupak khadka, de l'université d'Uppsala, menée pour la FAO en 2010, comme une race européenne locale qui n'est pas menacée d'extinction.
Il est rare. En 2016, les effectifs sont d'environ 3 000 têtes aux pays-Bas.